# Tadesse Abraham
Pour les articles homonymes, voir Abraham (patronyme).
Tadesse Abraham (né le 12 août 1982 à Asmara) est un athlète suisse d'origine érythréenne, spécialiste des courses de fond.

## Biographie
Arrivé en Suisse avec le statut de réfugié érythréen, Tadesse Abraham vit depuis plus de dix ans[Quand ?] à Genève, où il s'est marié. Il possède la nationalité suisse.
Le 21 mai 2005, Tadesse Abraham remporte le Grand Prix de Berne en 48 min 37 s. 
En 2006, il remporte le 20 km de Lausanne en 1 h 3 min 36 s.
Le 15 novembre 2008, Abraham remporte la Corrida Bulloise, une course populaire dans le canton de Fribourg, en 23 min 9 s.  
Le 26 avril 2009, il remporte le marathon de Zurich en 2 h 10 min 9 s.
Le 7 mars 2010, il termine troisième du marathon du lac Biwa en 2 h 10 min 46 s.
Le 17 septembre 2011, Abraham s'impose dans le temps de 1 h 4 min 0 s sur le Greifenseelauf, un semi-marathon disputé autour du lac de Greifen, dans le canton de Zurich, en Suisse. Le 19 novembre 2011, il s'impose une seconde fois sur la Corrida Bulloise avec un chrono de 23 min 29 s.  
En décembre 2012, Abraham termine troisième de la Course de l'Escalade en 20 min 59 s.
Le 7 avril 2013, il remporte une deuxième fois le marathon de Zurich en 2 h 7 min 45 s et établit le record de l'épreuve. Le 5 mai 2013, il remporte le semi-marathon de Genève en 1 h 3 min 55 s oú il établit également un nouveau record dans cette catégorie. Le 21 septembre 2013, l'athlète du LC Uster remporte pour la deuxième fois le Greifenseelauf en 1 h 2 min 36 s. 
Le 10 mai 2014, il s'impose une deuxième fois au Grand Prix de Berne avec un chrono de 48 min 32 s. En juin 2014, il est naturalisé suisse et déclare « Je me sens aussi suisse. Voilà plus de dix ans que je vis ici et la Suisse est devenu mon pays ». Il s'exprime en suisse allemand et en français.
Il participe le 17 août au marathon des championnats d'Europe d'athlétisme 2014 aux côtés de Viktor Röthlin, son partenaire d'entraînement et pour la première fois sous les couleurs de la Suisse. Abraham finit à la 9e place. Le 20 septembre 2014, il signe une troisième victoire au Greifenseelauf en 1 h 4 min 33 s. Le 5 octobre, il termine troisième de Morat-Fribourg en 53 min 27 s. Le 6 décembre 2014, il finit deuxième de la Course de l'Escalade à Genève, en 21 min 1 s, battu par le Kényan Abraham Kipyatich. 
Le 15 février 2015, il remporte, à la grande surprise, le semi-marathon de Barcelone en 1 h 0 min 42 s en terminant devant des coureurs comme Abel Kirui, pourtant vainqueur de l'épreuve en 2012, et Emmanuel Mutai. Tadesse Abraham établit également, avec cette performance, le nouveau record masculin du semi-marathon au niveau suisse. Le 15 mars 2015, il termine dixième du marathon de Séoul en réalisant un chrono de 2 h 11 min 37 s et les minima pour les championnats du monde d'athlétisme 2015 qui ont lieu à Pékin.Le 9 mai 2015, il remporte pour la troisième fois le Grand Prix de Berne et pour la première fois sous les couleurs de la Suisse. Il termine en 47 min 57 s. Depuis 1989 avec Markus Ryffel, plus aucun Suisse ne s'était imposé sur ce parcours de 10 miles (16,093 km). Le 22 août, il se classe 19e du marathon aux championnats du monde d'athlétisme, couru à Pékin, en 2 h 19 min 25 s. Après avoir remporté la Corrida Bulloise le 21 novembre, il remporte, le 5 décembre, la Course de l'Escalade en 21 min 0 s. Il devient alors le premier Suisse depuis 1990 à remporter cette course, vingt-cinq ans après Pierre Délèze.
Le 20 mars 2016, lors du marathon de Séoul, Abraham abaisse le record suisse du marathon qui appartenait à Viktor Röthlin en terminant quatrième avec un chrono de 2 h 6 min 40 s. Le 10 juillet, il remporte le semi-marathon aux championnats d'Europe d'athlétisme 2016 en 1 h 2 min 3 s. Le 21 août, il participe au marathon des Jeux olympiques et termine septième en 2 h 11 min 42 s. Il est le meilleur Européen lors de l'épreuve olympique de 2016. Le 2 octobre, il s'impose sur Morat-Fribourg en 53 min 29 s. Le 3 décembre, il remporte pour la deuxième fois la Course de l'Escalade en 21 min 1 s, un dixième devant l'Érythréen Awet Habte. Une semaine plus tard, il obtient une victoire à la Course Titzé de Noël en 19 min 49 s.
Le 5 novembre 2017, Abraham termine 5e du marathon de New York en 2 h 12 min 1 s.
Le 12 mai 2018, il remporte la course de Meinier, un 10 kilomètres disputé dans le canton de Genève, en 29 min 54 s. Le 19 mai, Abraham termine deuxième du Grand Prix de Berne en 48 min 23 s derrière Kenenisa Bekele. Le 12 août, il décroche la médaille d'argent lors du marathon des Championnats d'Europe à Berlin en 2 h 11 min 24 s derrière le Belge Koen Naert. Le 7 octobre, Tadesse remporte une deuxième fois Morat-Fribourg en 53 min 5 s et y établit également son chrono le plus rapide sur cette épreuve.
Le 25 janvier 2019, il termine 10e du marathon de Dubaï en 2 h 9 min 49 s bien loin du record d'Europe visé du Britannique Mohamed Farah. Le 7 avril, Abraham termine 2e du marathon de Vienne en 2 h 7 min 24 s en réalisant son deuxième meilleur chrono de sa carrière à 44 secondes de son record suisse. Le 11 mai, Abraham termine à nouveau deuxième du Grand Prix de Berne en 49 min 06 s derrière le Kényan Geoffrey Kipsang Kamworor. Le 6 octobre, Abraham termine neuvième du marathon des Mondiaux de Doha en 2 h 11 min 58 s. Le 3 novembre, il remporte les 20 km de Genève en 59 min 55 s et établit un nouveau record du parcours. Le 1er décembre, Abraham termine 3e de la Course de l'Escalade en 21 min 11 s derrière Julien Wanders et Telahun Bekele.
Le 10 mai 2020, en pleine pandémie de Covid-19 en Suisse, Abraham réussit un challenge personnel sur 30 kilomètres en courant en 1 h 34 min 31 s. Le chrono à battre était l’addition des meilleurs chronos des participants au challenge tout au long de la semaine. Il devait courir en moins d'1 h 35 min 10 s.
Le 10 avril 2022, il effectue une solide course lors du marathon du Zurich. Bien placé dans le groupe de tête, il parvient à effectuer un « negative split » et largue ses adversaires en fin de course. Il s'impose en 2 h 6 min 38 s, battant de deux secondes son propre record suisse du marathon et remporte son neuvième titre de champion suisse, le premier sur marathon,.
Le 24 septembre 2023, il effectue une solide course lors du marathon de Berlin. Il se classe onzième en 2 h 5 min 10 s. Il améliore de plus d'une minute son propre record de Suisse et établit un nouveau record du monde masters en catégorie M40.
Le 10 mars 2024, il domine le marathon de Barcelone. Il s'impose en 2 h 5 min 1 s, battant le record du parcours et améliorant son record national de neuf secondes. Le 1er décembre, il prend le départ de son dernier marathon à Valence. Il se classe cinquième en 2 h 4 min 40 s, améliorant son record personnel et le record de Suisse de 21 secondes.

## Palmarès
| Année | Compétition                            | Lieu           | Place | Épreuve          |
| ----- | -------------------------------------- | -------------- | ----- | ---------------- |
| 2005  | Grand Prix de Berne                    | Berne          | 1er   | 10 miles         |
| 2006  | 20 km de Lausanne                      | Lausanne       | 1er   | 20 kilomètres    |
| 2008  | Corrida bulloise                       | Bulle          | 1er   | Course populaire |
| 2009  | Marathon de Zurich                     | Zurich         | 1er   | Marathon         |
| 2009  | Course de la Saint-Sylvestre de Zurich | Zurich         | 1er   | Course populaire |
| 2010  | Marathon du lac Biwa                   | Lac Biwa       | 3e    | Marathon         |
| 2011  | Greifenseelauf                         | Lac de Greifen | 1er   | Semi-marathon    |
| 2011  | Corrida bulloise                       | Bulle          | 1er   | Course populaire |
| 2011  | Course urbaine de Bâle                 | Bâle           | 1er   | Course populaire |
| 2012  | Course de l'Escalade                   | Genève         | 3e    | Course populaire |
| 2012  | Course urbaine de Bâle                 | Bâle           | 1er   | Course populaire |
| 2012  | Course Titzé de Noël                   | Sion           | 1er   | Course populaire |
| 2013  | Marathon de Zurich                     | Zurich         | 1er   | Marathon         |
| 2013  | Greifenseelauf                         | Lac de Greifen | 1er   | Semi-marathon    |
| 2013  | Course urbaine de Bâle                 | Bâle           | 1er   | Course populaire |
| 2014  | Grand Prix de Berne                    | Berne          | 1er   | 10 miles         |
| 2014  | Championnats d'Europe d'athlétisme     | Zurich         | 9e    | Marathon         |
| 2014  | Greifenseelauf                         | Lac de Greifen | 1er   | Semi-marathon    |
| 2014  | Morat-Fribourg                         | Fribourg       | 3e    | Course populaire |
| 2014  | Course urbaine de Bâle                 | Bâle           | 1er   | Course populaire |
| 2014  | Course de l'Escalade                   | Genève         | 2e    | Course populaire |
| 2015  | Semi-marathon de Barcelone             | Barcelone      | 1er   | Semi-marathon    |
| 2015  | Marathon de Séoul                      | Séoul          | 10e   | Marathon         |
| 2015  | Grand Prix de Berne                    | Berne          | 1er   | 10 miles         |
| 2015  | Championnats du monde d'athlétisme     | Pékin          | 19e   | Marathon         |
| 2015  | Corrida bulloise                       | Bulle          | 1er   | Course populaire |
| 2015  | Course urbaine de Bâle                 | Bâle           | 1er   | Course populaire |
| 2015  | Course de l'Escalade                   | Genève         | 1er   | Course populaire |
| 2015  | Course Titzé de Noël                   | Sion           | 1er   | Course populaire |
| 2015  | Course de la Saint-Sylvestre de Zurich | Zurich         | 1er   | Course populaire |
| 2016  | Marathon de Séoul                      | Séoul          | 4e    | Marathon         |
| 2016  | Championnats d'Europe d'athlétisme     | Amsterdam      | 1er   | Semi-marathon    |
| 2016  | Jeux olympiques                        | Rio de Janeiro | 7e    | Marathon         |
| 2016  | Morat-Fribourg                         | Fribourg       | 1er   | Course populaire |
| 2016  | Course urbaine de Bâle                 | Bâle           | 1er   | Course populaire |
| 2016  | Course de l'Escalade                   | Genève         | 1er   | Course populaire |
| 2016  | Course Titzé de Noël                   | Sion           | 1er   | Course populaire |
| 2016  | Course de la Saint-Sylvestre de Zurich | Zurich         | 1er   | Course populaire |
| 2017  | Marathon de New York                   | New York       | 5e    | Marathon         |
| 2018  | Course de Chiètres                     | Chiètres       | 2e    | 15 kilomètres    |
| 2018  | Course de Meinier                      | Meinier        | 1er   | 10 kilomètres    |
| 2018  | Grand Prix de Berne                    | Berne          | 2e    | 10 miles         |
| 2018  | Championnats d'Europe d'athlétisme     | Berlin         | 2e    | Marathon         |
| 2018  | Morat-Fribourg                         | Fribourg       | 1er   | Course populaire |
| 2019  | Marathon de Dubaï                      | Dubaï          | 10e   | Marathon         |
| 2019  | Marathon de Vienne                     | Vienne         | 2e    | Marathon         |
| 2019  | Grand Prix de Berne                    | Berne          | 2e    | 10 miles         |
| 2019  | Championnats du monde d'athlétisme     | Doha           | 9e    | Marathon         |
| 2019  | 20 km de Genève                        | Genève         | 1er   | 20 kilomètres    |
| 2019  | Course de l'Escalade                   | Genève         | 3e    | Course populaire |
| 2019  | Course de la Saint-Sylvestre de Zurich | Zurich         | 1er   | Course populaire |
| 2021  | Morat-Fribourg                         | Fribourg       | 2e    | Course populaire |
| 2021  | 20 km de Genève                        | Genève         | 2e    | 20 kilomètres    |
| 2021  | Course de Noël                         | Sion           | 2e    | Course populaire |
| 2021  | Course de la Saint-Sylvestre de Zurich | Zurich         | 2e    | Course populaire |
| 2022  | Marathon de Zurich                     | Zurich         | 1er   | Marathon         |
| 2022  | Semi-marathon de Genève                | Genève         | 2e    | Semi-marathon    |
| 2022  | Morat-Fribourg                         | Fribourg       | 1er   | Course populaire |
| 2022  | Course de Noël                         | Sion           | 3e    | Course populaire |
| 2023  | Grand Prix de Berne                    | Berne          | 2e    | 10 miles         |
| 2023  | Marathon de Berlin                     | Berlin         | 11e   | Marathon         |
| 2023  | 20 km de Genève                        | Genève         | 3e    | 20 kilomètres    |
| 2024  | Marathon de Barcelone                  | Barcelone      | 1er   | Marathon         |
| 2024  | Semi-marathon de Genève                | Genève         | 1er   | Semi-marathon    |
| 2024  | Jeux olympiques                        | Paris          | 38e   | Marathon         |
| 2024  | Morat-Fribourg                         | Fribourg       | 5e    | Course populaire |
| 2024  | Marathon de Valence                    | Valence        | 5e    | Marathon         |

## Records
| Épreuve       | Performance         | Date              | Lieu       |
| ------------- | ------------------- | ----------------- | ---------- |
| 5 000 m       | 14 min 36 s 74      | 9 juin 2004       | Lucerne    |
| 10 000 m      | 28 min 41 s 37      | 6 juin 2015       | Chia       |
| 10 km         | 28 min 28 s         | 23 mars 2013      | Uster      |
| 20 km         | 59 min 55 s         | 3 novembre 2019   | Genève     |
| Semi-marathon | 59 min 53 s         | 18 septembre 2022 | Copenhague |
| Marathon      | 2 h 4 min 40 s (NR) | 1er décembre 2024 | Valence    |

## Vie privée
Tadesse Abraham réside à Genève avec son épouse Senait et son fils Elod.